# Бландинг
Бландинг (англ. Blanding) — город в штате Юта (США). Находится в округе Сан-Хуан. По данным переписи за 2010 год число жителей города составляло 3375 человека, по оценке Бюро переписи США в 2015 году в городе проживал 3785 человек. В городе находится парк штата Край кедров.

## Географическое положение

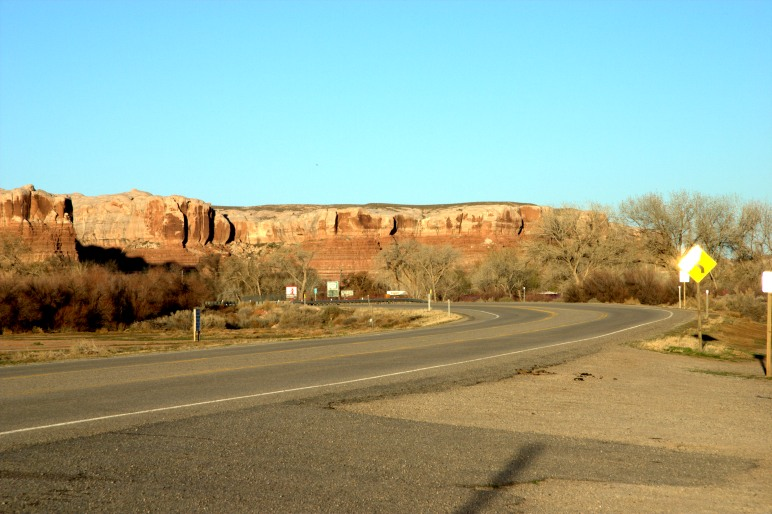
Каньоны на подъезде к городу

По данным Бюро переписи населения США город имеет общую площадь в 6,1 км². Через город проходит автомагистраль US-191. Бландинг находится у подножия Блу-Маунтин на южном крае равнины Грейт-Сайдж-Плейн на юго-востоке Юты.

### Климат
По классификации климатов Кёппена климат Бландинга относится к семириадному (BSk). Средняя температура в году — 10,2 °C, самый тёплый месяц — июль (средняя температура 23,1 °C), самый холодный — январь (средняя температура −2,1 °C). Среднее количество осадков в году 337,8 мм.

## История
Существуют свидетельства проживания анасази на современной территории города в VII веке нашей эры, остались дома XIII века. Есть несколько индийских стоянок более раннего времени у подножья горы Уайт-Меза, в регионе иногда проходили навахо и юты. Навахо называли поселение «Sagebrush».
В 1886 году Фрэнсис Хаммонд, руководитель местного отделения церкви Святых последних дней, отправил группу поселенцев из Блаффа найти возможные места для постройки новых городов. Монтиселло имел наиболее выигрышное местоположение. В 1897 году братья Джозеф и Уолтер Лиманы начали исследование Уайт-Меза и предложили создать новый город, проблемой стало отсутствие пресной воды — поселенцы провели канал от горной реки Джонсон-Крик. В июле 1905 года в городе поселились 5 семей. Первоначально поселение называлось Грейсон в честь Нелли Грейсон, жены Джозефа. Город сменил свой имя в 1914 году, когда Томас Бинелл предложил пожертвовать тысячетомную библиотеку любому городу Юты, который будет переименован в честь него. Грейсон соперничал с Тарбером за приз, в итоге библиотека была разделена между городами, Тарбер переименован в Бикнелл, а Грейсон стал Бландингом, по девичьей фамилии жены Бикнелла.
Население Бландинга увеличилось из-за миграции из Мексики в 1912 и 1916 годах. В 1909 году между Бландингом и Монтиселло провели телефонную связь. В 1918 году появилось электричество, а к 1935 году город был полностью электрифицирован. В 1977 году в городе открылся кампус Сан-Хуан колледжа Восточной Юты, в котором обучается около 500 человек. Половина из них является коренными американцами.

## Население
| Год переписи | Нас. |  | %±     |
| ------------ | ---- |  | ------ |
| 1910         | 385  |  | —      |
| 1920         | 1072 |  | 178,4% |
| 1930         | 1001 |  | −6,6%  |
| 1940         | 1438 |  | 43,7%  |
| 1950         | 1177 |  | −18,2% |
| 1960         | 1805 |  | 53,4%  |
| 1970         | 2250 |  | 24,7%  |
| 1980         | 3118 |  | 38,6%  |
| 1990         | 3162 |  | 1,4%   |
| 2000         | 3162 |  | —      |
| 2010         | 3375 |  | 6,7%   |
| 2015         | 3785 |  | 12,1%  |

По данным переписи 2010 года население Бландинга составляло 3375 человек (из них 48,8 % мужчин и 51,2 % женщин), в городе было 1013 домашних хозяйств и 785 семей. На территории города было расположено 1110 постройка со средней плотностью 179 построек на один квадратный километр суши. Расовый состав: белые — 66,1 %, афроамериканцы — 0,3 %, азиаты — 0,3 %, коренные американцы — 29,4 %.
Население города по возрастному диапазону по данным переписи 2010 года распределилось следующим образом: 35,0 % — жители младше 18 лет, 6,6 % — между 18 и 21 годами, 47,2 % — от 21 до 65 лет и 11,2 % — в возрасте 65 лет и старше. Средний возраст населения — 26,6 лет. На каждые 100 женщин в Бландинге приходилось 95,3 мужчин, при этом на 100 совершеннолетних женщин приходилось уже 88,3 мужчин сопоставимого возраста.
Из 1013 домашних хозяйств 77,5 % представляли собой семьи: 59,0 % совместно проживающих супружеских пар (31,2 % с детьми младше 18 лет); 14,3 % — женщины, проживающие без мужей и 4,1 % — мужчины, проживающие без жён. 22,5 % не имели семьи. В среднем домашнее хозяйство ведут 3,19 человека, а средний размер семьи — 3,71 человека. В одиночестве проживали 20,4 % населения, 8,8 % составляли одинокие пожилые люди (старше 65 лет).

## Экономика
В 2014 году из 2267 человек старше 16 лет имели работу 1271. При этом мужчины имели медианный доход в 50 430 долларов США в год против 40 625 долларов среднегодового дохода у женщин. В 2014 году медианный доход на семью оценивался в 59 583 $, на домашнее хозяйство — в 53 400 $. Доход на душу населения — 18 102 $ в год.